# 一號航空母艦 (1942年)
航空母舰I号（Flugzeugträger I）是第二次世界大战期间纳粹德国海军计划将运输船“欧罗巴”号改装为航空母舰的项目。1941年5月战列舰“俾斯麦”号的沉没，以及其姊妹舰“提尔皮茨”号在1942年3月险些被鱼雷击中的事件，促使纳粹德国海军加速推进航母建造计划。“欧罗巴”号是被选中改装为辅助航空母舰的多艘舰船之一。根据设计方案，该舰计划搭载24架Bf 109T战斗机和18架Ju 87C“斯图卡”俯冲轰炸机作为舰载机。
改装计划于1942年5月开始，如果完成改装，该舰将成为德国最大的航空母舰，甚至比专门建造的齐柏林伯爵级航空母舰更长。然而，由于设计问题（包括严重的稳定性缺陷和结构强度不足）被证明无法修正，工程于1942年11月取消。这艘船最终未进行任何实际改造，战后被美军缴获并用作部队运输船。

## 背景和提案

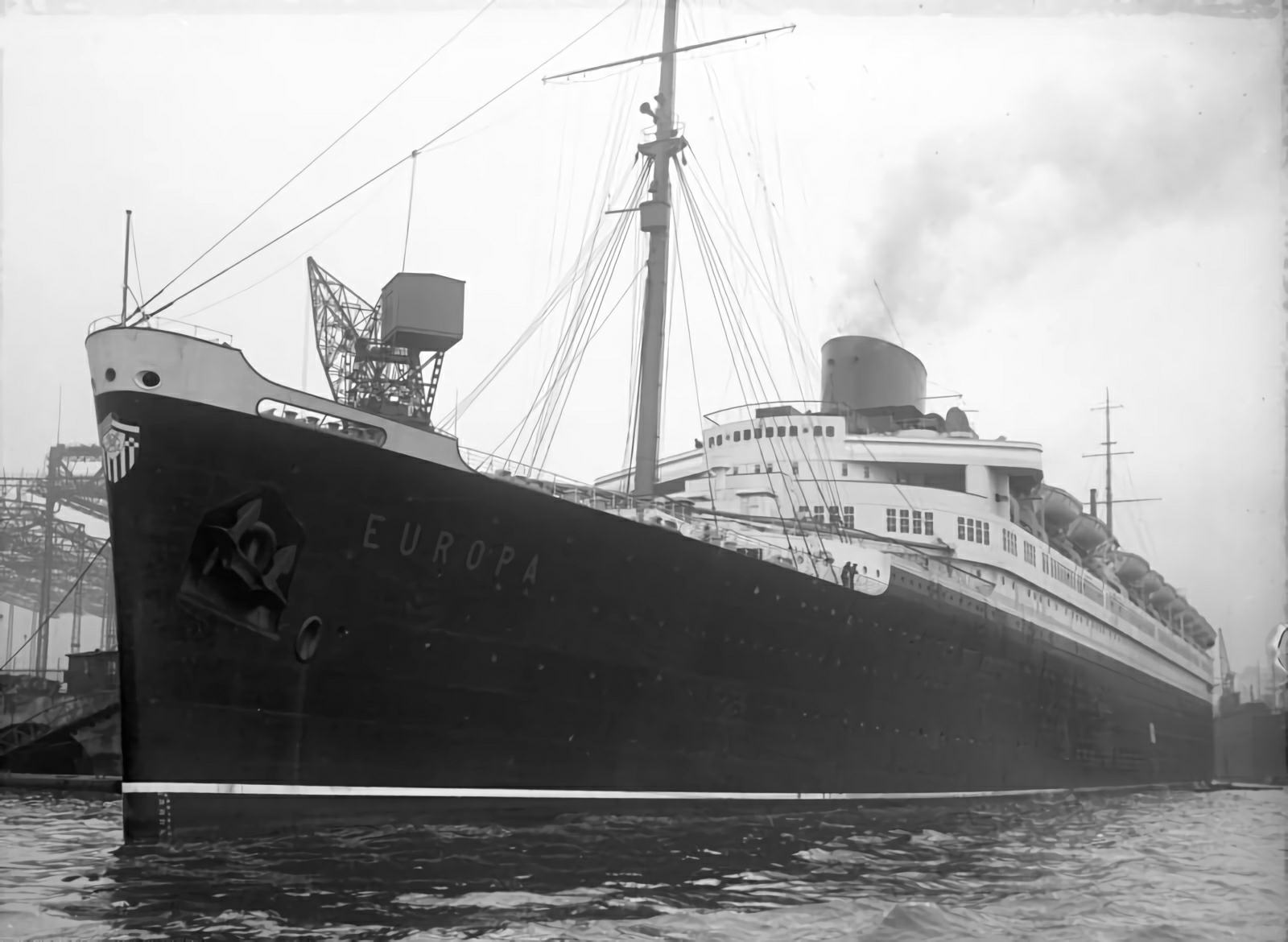
这艘船原本是“欧罗巴”号

航空母舰I号是对运输船“欧罗巴”号的改装提案。该船于1928年8月16日下水，1930年3月19日投入北德意志-劳埃德航运公司的民用运营。自1939年起，该船被用作浮动军营；后由德国海军征用，计划参与“海狮行动”，但因德国空军在不列颠空战中未能取得制空权，该行动被取消。1941年5月战列舰“俾斯麦”号沉没，以及其姊妹舰“提尔皮茨”号于1942年3月险些被鱼雷击中后，德国海军确信需建造航空母舰。多艘舰船被选为改装对象，包括未完工的重巡洋舰“塞德利茨”号及多艘邮轮。“欧罗巴”号改装为辅助航母的规划始于1942年5月。
该舰本将比德国计划改装为辅助航母的其他任何舰船更快、更大。然而，随着改装方案设计的推进，诸多设计缺陷逐渐暴露。其速度与体量优势被多个严重实际问题抵消，包括因需将机库甲板嵌入主结构甲板而导致的结构强度不足、通常需通过增加舷侧凸起解决的稳定性问题，以及高燃料消耗率。另一重大阻碍是德国空军总司令赫尔曼·戈林拒绝为德国海军提供足够舰载机与飞行员。至1942年11月设计方案完成时，这些问题仍无法修正，项目因此终止。最终该舰未进行任何实质性改造。战后，“欧罗巴”号被美军缴获，更名为AP 177并作为运兵船服役，后移交法国恢复商业运营。

## 设计

### 一般特性和机械
该舰水线长度为280（920英尺），总长291.5（956英尺），比齐柏林伯爵级航母长约30米（98英尺）。其原始舰宽为31（102英尺），但设计过程中为改善稳定性增加的舷侧凸起使舰宽增至37（121英尺）。设计吃水深度为8.5（28英尺），改装后预计增至10.3（34英尺）。标准排水量为44,000公噸（43,000長噸；49,000短噸），最大排水量达56,500公噸（55,600長噸；62,300短噸）。舰体分为16个水密隔舱并配备双层底结构（双层底延伸范围占船体长度的比例未知）。飞行甲板长276（906英尺）、宽30（98英尺）。单层机库长216（709英尺），前部宽25（82英尺），后部宽30（98英尺）。改装计划中未包含装甲强化措施。
该舰由四组布洛姆-福斯齿轮传动涡轮机驱动四根推进轴，每轴配备直径5（16英尺）的四叶螺旋桨。涡轮机由24台双头窄水管锅炉提供动力，锅炉工作压力为21个大气压。引擎额定功率为100,000匹軸馬力（75,000千瓦特），最高航速26.5節（49.1每小時；30.5英里每小時）。以最高速航行时，续航里程为5,000海里（9,300；5,800英里）；若以19節（35每小時；22英里每小時）巡航，续航里程可增至10,000海里（19,000；12,000英里）。设计燃油装载量为6,500公噸（6,400長噸；7,200短噸），但实际燃料舱容量为8,500公噸（8,400長噸；9,400短噸）。该舰仅配备单舵。电力系统包含四台520千瓦柴油发电机和两台各100千瓦应急发电机，总输出功率2,280千瓦（电压230伏）。

### 武器

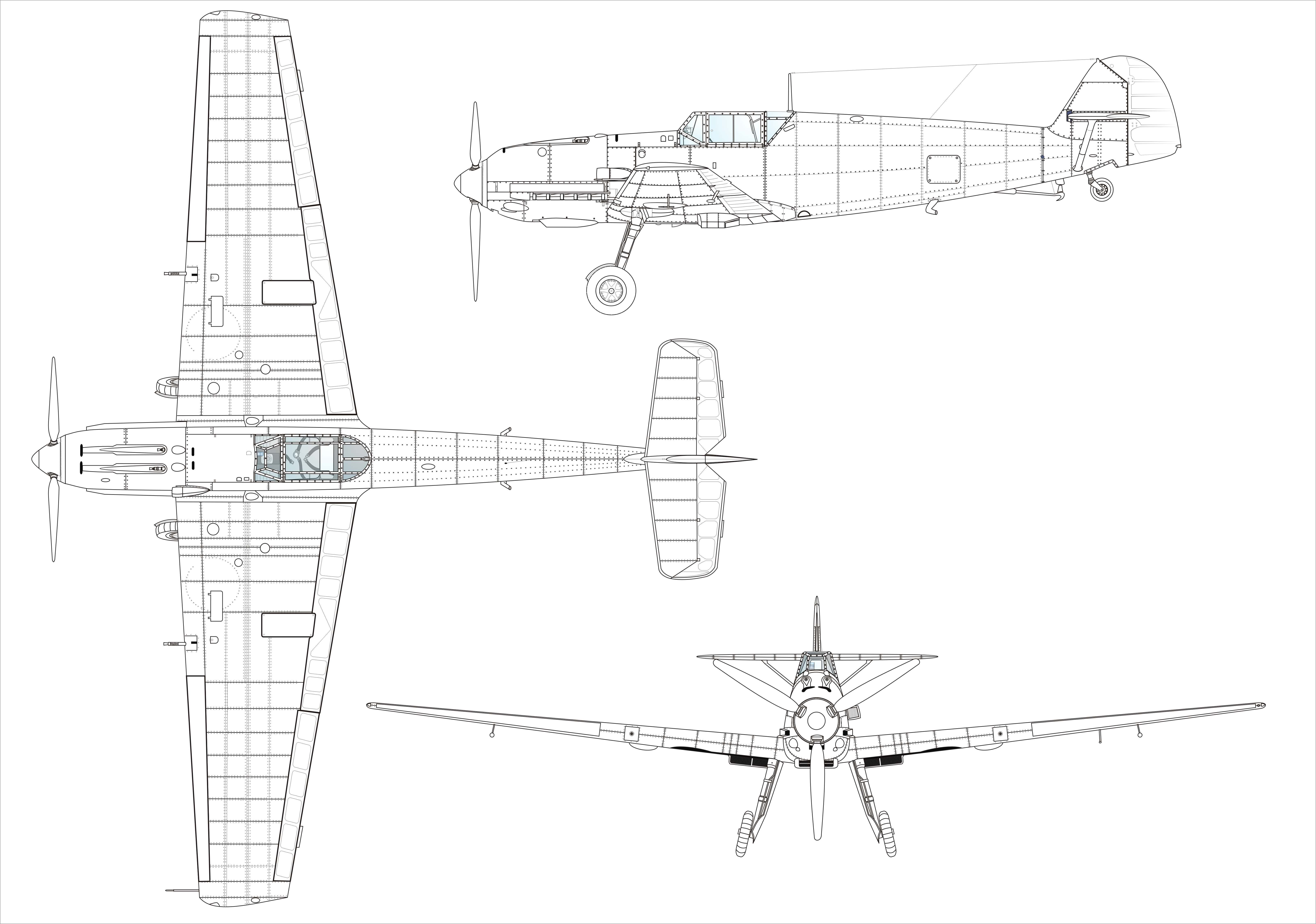
Bf 109T-1型战斗机（该舰原计划搭载的舰载机型）。

该舰计划装备十二门10.5（4.1英寸） L/65高射炮，配备六座双联装炮塔，其中三座位于舰岛和烟囱前方，三座位于后方。每门炮备弹400发，总弹药量4,800发。10.5厘米炮可发射两种弹药：58.4（129磅）高爆弹和51.8（114磅）燃烧弹，均使用11.46（25.3磅） RPC/32发射药。火炮最大仰角80度，对空射程12,500（13,700碼）；以45度仰角攻击水面目标时，射程达17,700（19,400碼）。
该舰还计划装备二十门37毫米（1.5英寸）高射炮，同样配备双联装炮塔。这些火炮沿飞行甲板两侧布置，总弹药量40,000发。37毫米炮发射0.742（1.64磅）高爆弹，射速约每分钟30发，炮口初速1,000米/秒（3,281英尺/秒）。火炮最大仰角85度，对空射程6,800（7,400碼），但曳光弹有效射程限于4,800（5,200碼）。 
该舰防空炮组另计划配备28至36门20毫米（0.79英寸）高射炮，采用标准四联装Flakvierling炮座，总弹药储备量达72,000发。这些火炮理论射速为每分钟480发（循环射速），实际射速限制在每分钟约200发。炮弹初速根据弹药类型在800至835米/秒（2,625–2,740英尺/秒）之间，火炮以85度仰角射击时有效射高为3,700（4,000碼）。 
该舰设计搭载18架Ju 87“斯图卡”俯冲轰炸机与24架Bf 109战斗机。Ju 87计划采用“E”型变种——基于Ju 87D改进的海军化版本，经过改装以适应弹射起飞并配备拦阻装置。Bf 109战斗机为“E”型的海军化版本（代号Bf 109T），其机翼较陆基型号更长以缩短起飞距离。

## 脚注

### 引文
1. 1 2  王子午 (2013)，第179頁.
2. ↑  刘怡 (2009)，第370頁.
3. ↑  Gröner (1990)，第71頁.
4. 1 2 3 4 5 6  Gröner (1990)，第74頁.
5. ↑  Garzke & Dulin (1985)，第296頁.
6. ↑  Miller (1996)，第33頁.
7. ↑  Worth (2001)，第44頁.
8. 1 2 3  Gröner (1990)，第73頁.
9. 1 2  DiGiulian, Tony. . Navweaps.com. 26 January 2009  [2 June 2009].
10. ↑  DiGiulian, Tony. . Navweaps.com. 23 March 2009  [2 June 2009].
11. ↑  DiGiulian, Tony. . Navweaps.com. 23 March 2009  [3 June 2009].
12. ↑  Kay & Couper (2004)，第157頁.
13. ↑  Caldwell & Muller (2007)，第80頁.